# Beagle 2
A Beagle 2 foi uma nave espacial britânica malsucedida na ativação dos seus painéis solares, mas pousou corretamente, segundo dados atuais de 2015, lançada pela Agência Espacial Europeia em 2003 a bordo da nave Mars Express. Possuía um braço robótico com instrumentos. A sua chegada a Marte, em busca de sinais químicos de vida, estava prevista para 25 de dezembro de 2003. No entanto, não foi possível obter contato com a sonda e a missão foi declarada como perdida pela Agência Espacial Europeia em fevereiro de 2004.
O destino da Beagle 2 permaneceu um mistério até que foi anunciado em janeiro de 2015 que a câmera HiRISE da Mars Reconnaissance Orbiter descobriu a sonda intacta na superfície de Marte, na planície Isidis Planitia. Foi determinado que um erro impediu a ativação completa dos quatro painéis solares, impossibilitando o funcionamento da antena de rádio.

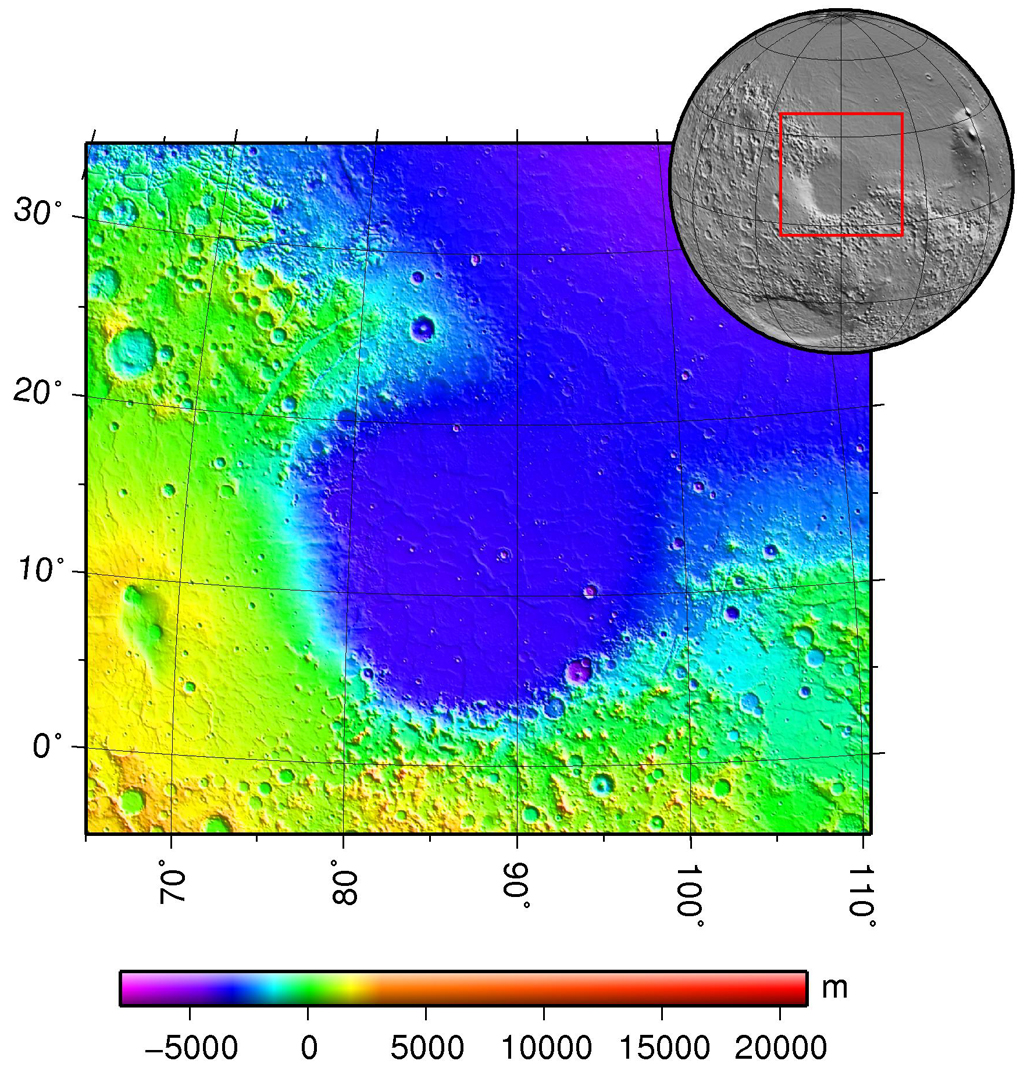
O local de pouso do Beagle 2 foi uma elipse de pouso de 174 por 106 km (108 por 66 milhas) dentro da bacia de Isidis Planitia.

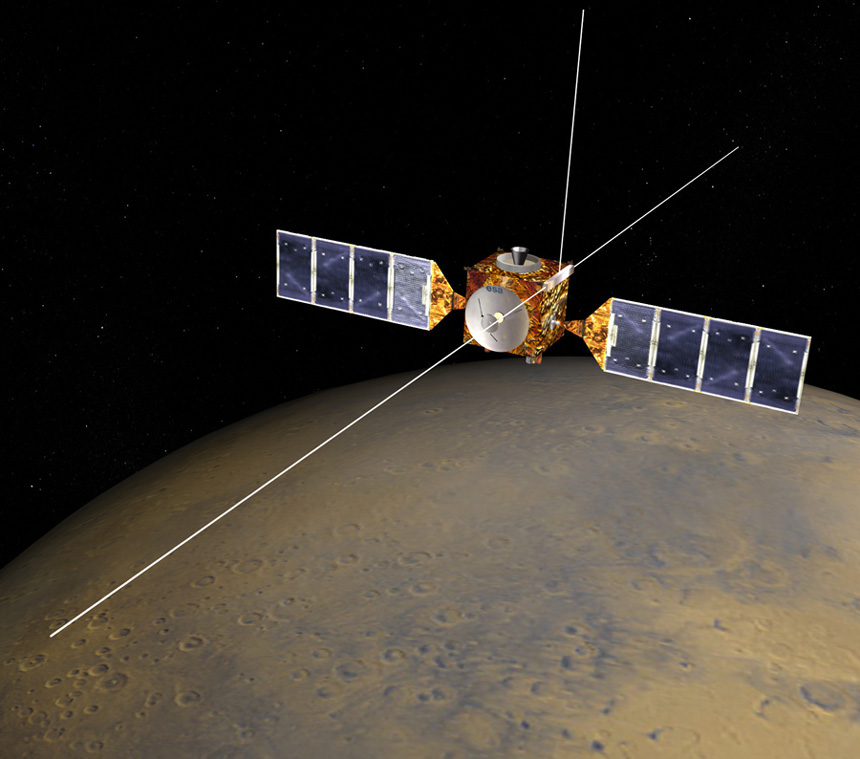
O Beagle 2 foi lançado com a Mars Express e foi lançado perto de Marte alguns dias antes de seu pouso, após uma longa viagem de vários meses da Terra. A Mars Express entrou na órbita de Marte e permaneceu ativa desde então (a partir de 04 de janeiro de 2023)